# Chhukung Ri
Der Chhukung Ri (oder Chukung Ri oder Chukhung Ri) ist ein Gipfel im Mahalangur Himal im östlichen Nepal.
Der Chhukung Ri ist ein so genannter Trekkinggipfel. Er liegt in der Khumbu-Region und besitzt eine Höhe von 5546 m.
Der Gipfel liegt südlich unterhalb des Nuptse, mit welchem er über einen Berggrat verbunden ist. Auf dem Berggrat liegt auch der 5886 m hohe Chhukung Tse. Am Fuß des Chhukung Ri, im Flusstal des Imja Khola, befindet sich die Siedlung Chhukung, die Ausgangspunkt für Besteigungen ist. Für den Aufstieg benötigt man gewöhnlich 3–4 Stunden.
Der Gipfel fällt in die Kategorie „A“ der Klettergipfel gemäß der Nepal Mountaineering Association.
An der Westflanke strömt der Nuptse-Gletscher nach Süden talwärts.